# 振兴区
振兴区是辽宁省丹东市下辖的一个市辖区。面积109.76平方公里，區人民政府駐九纬路83号。

## 人口
根据第七次人口普查数据，截至2020年11月1日零时，振兴区常住人口423538人。

## 行政区划
振兴区下辖7个街道办事处、3个镇：
站前街道、临江街道、帽盔山街道、纤维街道、永昌街道、花园街道、江海街道、浪头镇、安民镇和汤池镇。